# Triclistus pygmaeus
Triclistus pygmaeus là một loài tò vò trong họ Ichneumonidae.